# بزرگ‌پنداری
بزرگ‌پنداری (همچنین ماکروپسیا یا مگالوپیا) یک بیماری عصبی که ادراک بصری انسان را تحت تأثیر قرار می‌دهد که در آن اشیاء درون یک بخش آسیب دیده از میدان دید بزرگ‌تر از حد عادی ظاهر می‌شوند. این امر باعث می‌شود فرد احساس کند از آنچه در واقع است کوچک‌تر است.